# Josef Šorm
Josef Šorm (2. března 1932, Dvůr Králové nad Labem – 11. května 2022) byl český volejbalový hráč, reprezentant Československa. Člen stříbrného týmu na olympijských hrách v Tokiu roku 1964 a dvojnásobný vicemistr světa.